# Nowa Świdnica
Nowa Świdnica – wieś w Polsce położona w województwie dolnośląskim, w powiecie lubańskim, w gminie Olszyna. Nowa Świdnica to mała wieś leżąca na Pogórzu Izerskim, w zachodniej części Obniżenia Lubomierskiego, na wysokości około 310–320 m n.p.m.
W latach 1975–1998 miejscowość administracyjnie należała do województwa jeleniogórskiego.
Obecnie w Nowej Świdnicy są 44 numery domów, ale wiele z nich już nie istnieje, ponieważ niektóre zostały wyburzone. W Nowej Świdnicy mieszka (III 2011 r.) 145 mieszkańców.